# Anomis pyrotherma
Anomis pyrotherma là một loài bướm đêm trong họ Erebidae.